# 동한난류

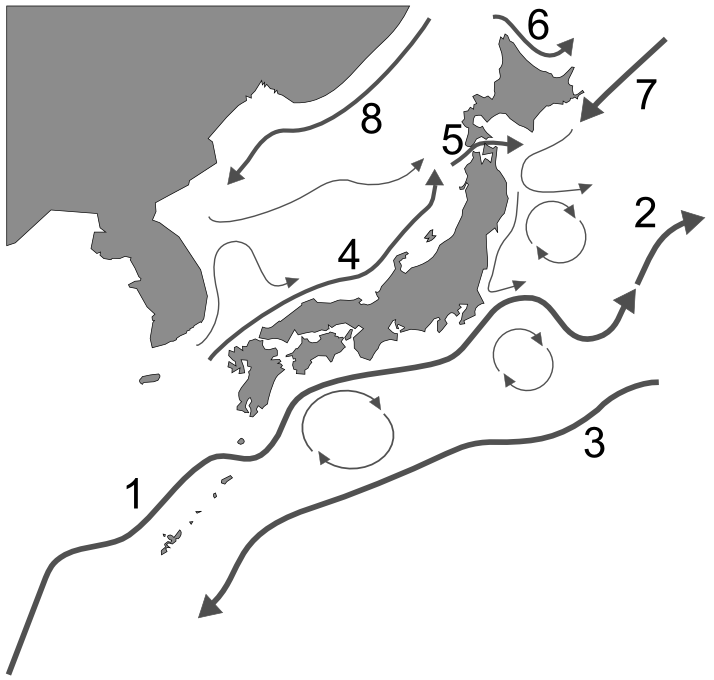
일본 열도 근해의 해류. 8번과 4번 사이 →모양으로 표시된 것이 동한난류이다.

동한난류(東韓暖流, East Korea Warm Current)는 동해를 흐르는 해류이다. 대한해협 동쪽 끝에서 대마난류로부터 갈라져, 한반도의 남동쪽 해안을 따라 북상한다. 북위 36에서 38° 사이에서 북한한류와 환류하고, 남동쪽의 외해로 방향을 바꾼다. 두 해류 사이의 경계는 연중 계속 변동하며, 큰 소용돌이를 일으킨다. 북동쪽으로 흐르면서, 동한해류는 결국 대마난류와 다시 합쳐지게 된다.

## 같이 보기
- 대한민국의 지리
- 해류
- 북한한류